# Cattedrale vecchia di Coimbra
La cattedrale vecchia di Coimbra (Sé Velha de Coimbra) è una chiesa cattolica di Coimbra e in passato cattedrale della diocesi di Coimbra. Si tratta di uno dei più importanti edifici romanici del Portogallo.

## Storia
La costruzione della Sé Velha iniziò poco dopo la Battaglia di Ourique (1139), quando il conte Afonso Henriques si dichiarò Re del Portogallo e scelse Coimbra come capitale. I lavori ebbero inizio nel 1146 ma procedettero lentamente a causa della carenza di finanziamenti fino a che non intervenne il vescovo D. Miguel Salomão, finanziando lui i lavori dal 1162, il che li accelerò notevolmente. Nel 1182 vi fu inumata la salma del vescovo Bernudos, successore di Salomão, e nel 1185 la nuova cattedrale fu sede dell'incoronazione a re del Portogallo Sancho I. La parte essenziale della costruzione fu completata all'inizio del XIII secolo con i lavori del chiostro verso il 1218, durante il regno di Afonso II. L'impostazione le venne dal capomastro Roberto, che aveva già diretto la costruzione della cattedrale di Lisbona. Fu cattedrale dal 1218. Importanti lavori furono eseguiti nel XVI secolo (decorazione delle navate con ceramiche, creazione della Porta Speciosa a nord e modifiche delle absidiole a sud), pur mantenendosi invariata gran parte dell'edificio.
Nel 1772 la vecchia cattedrale perse il suo titolo, quando chiesa episcopale divenne la chiesa del Santissimo Nome di Gesù, già dei gesuiti. Con il "declassamento" da chiesa cattedrale fu dedicata alla Santa casa della Misericordia.

## Galleria d'immagini

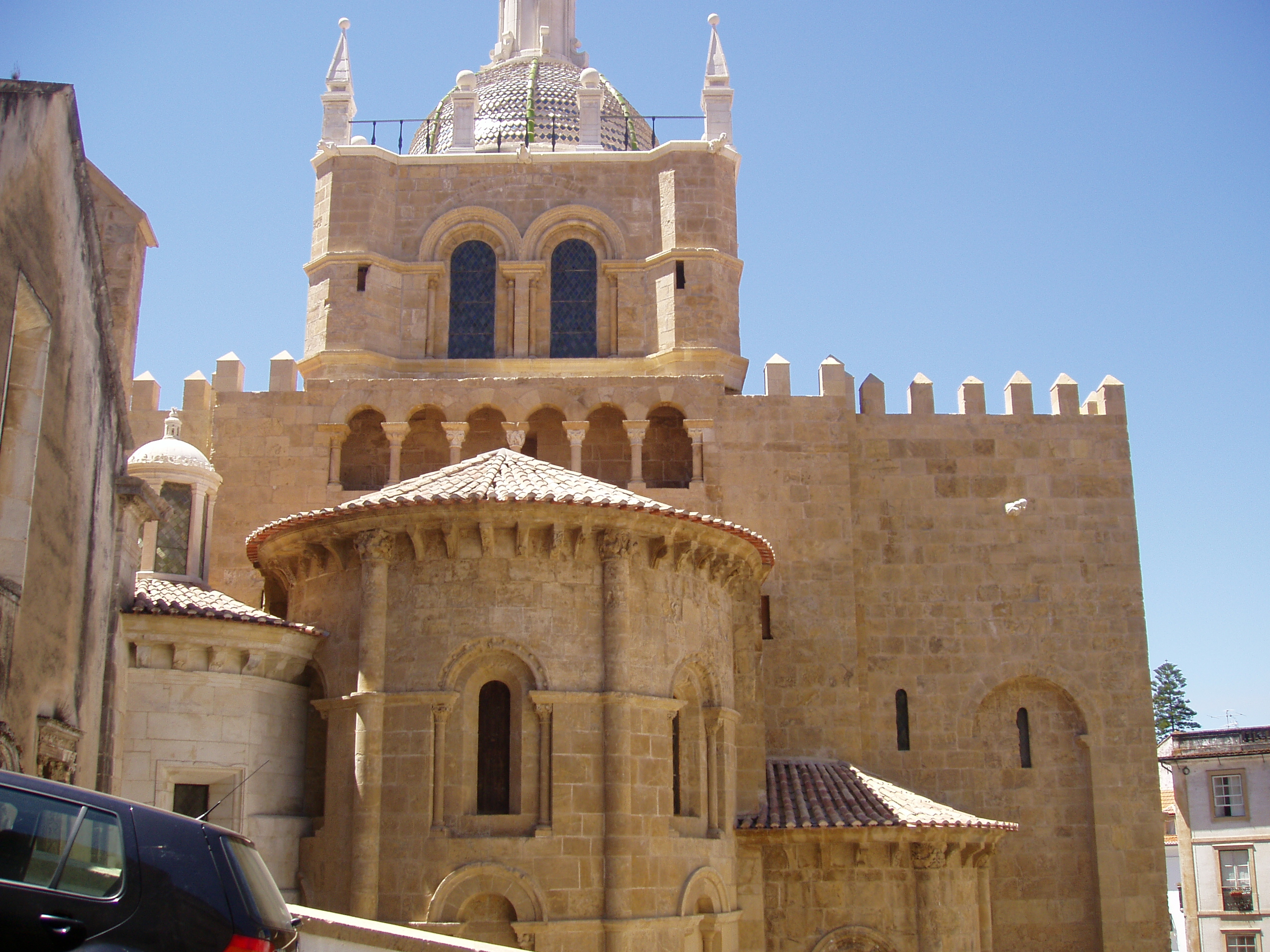
Veduta esterna dell'abside della cattedrale e torre-lanterna
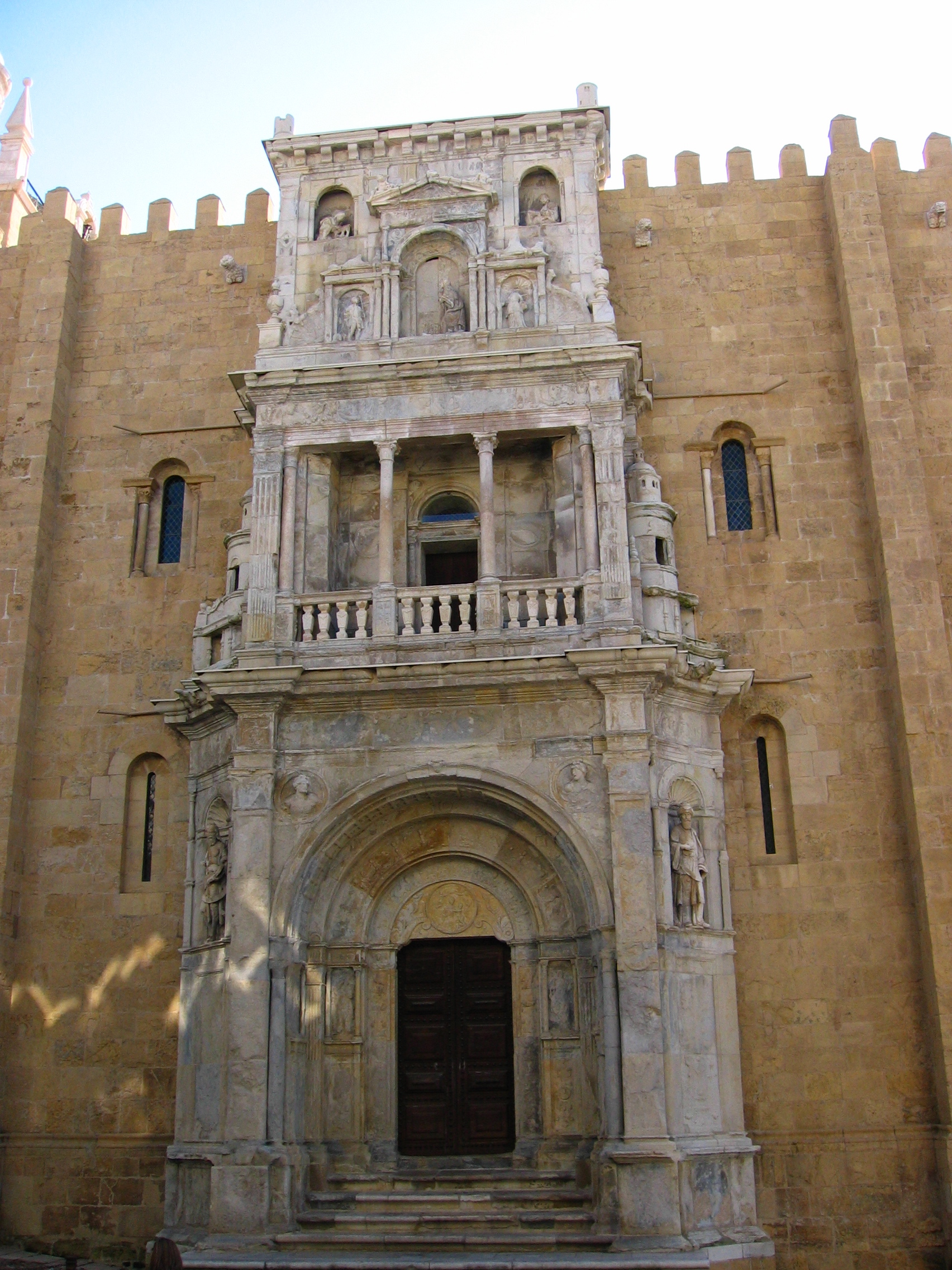
Porta especiosa con portale rinascimentale di João de Ruão
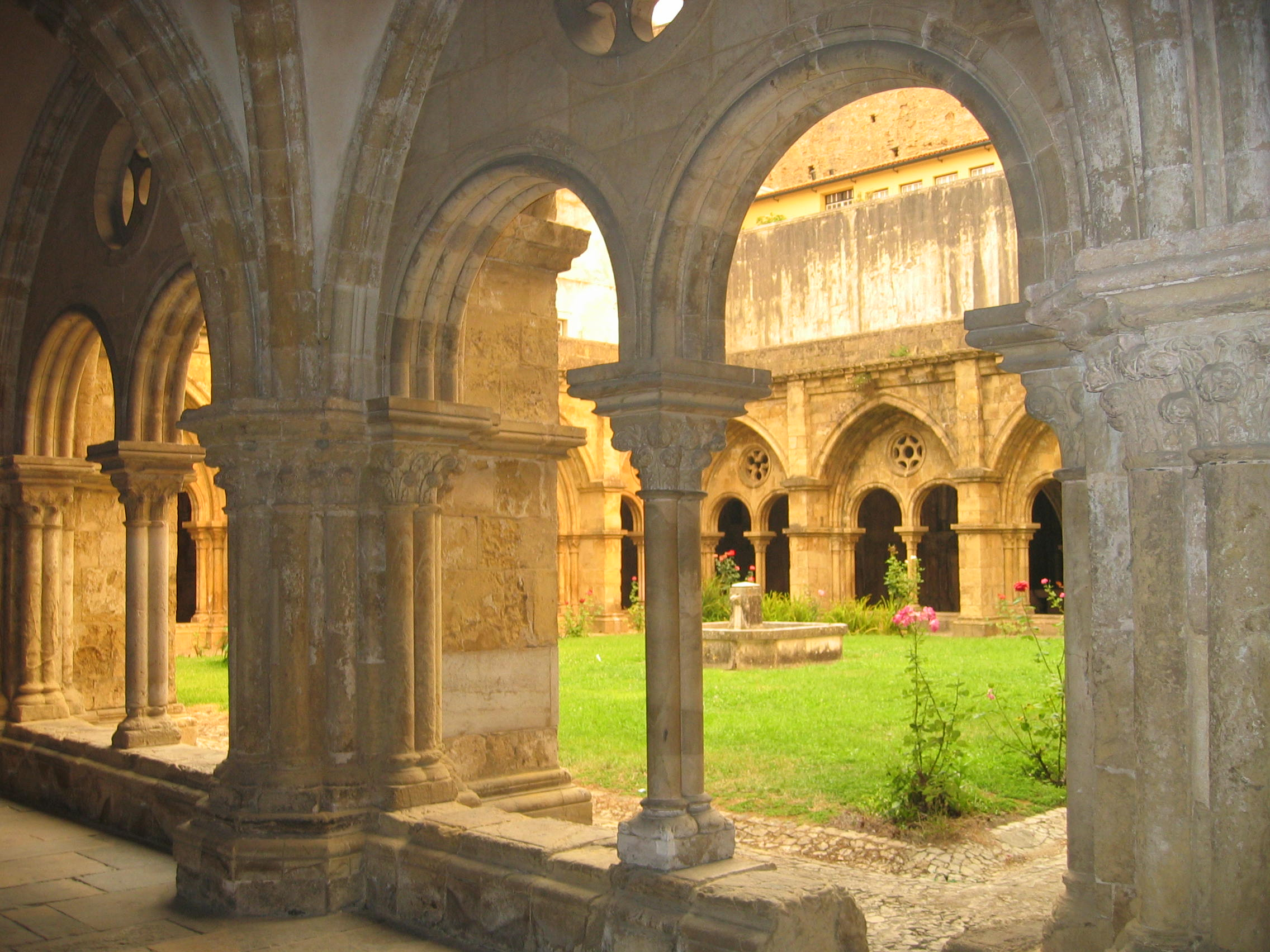
Chiostro gotico-romanico
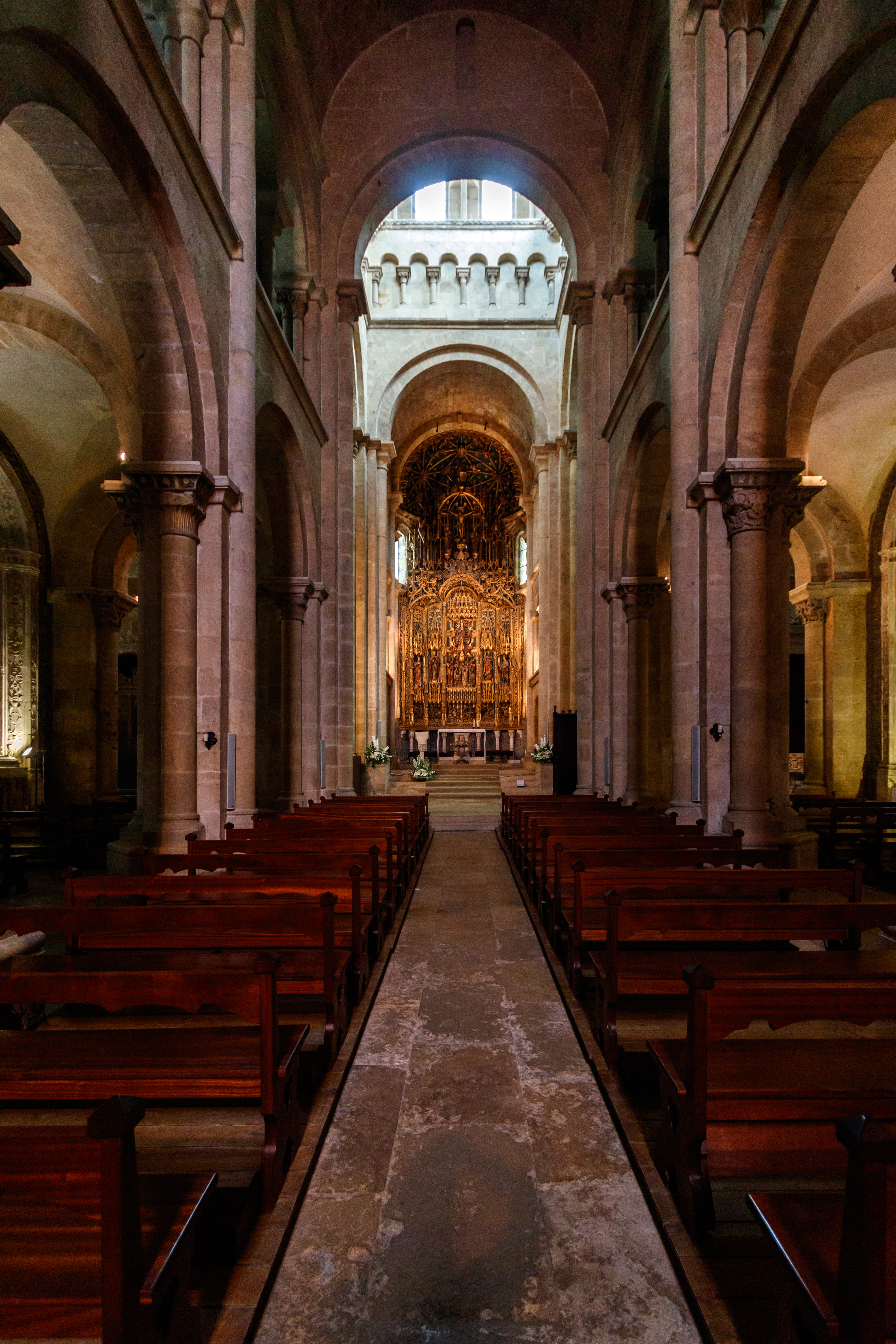
Navata centrale e altare maggiore
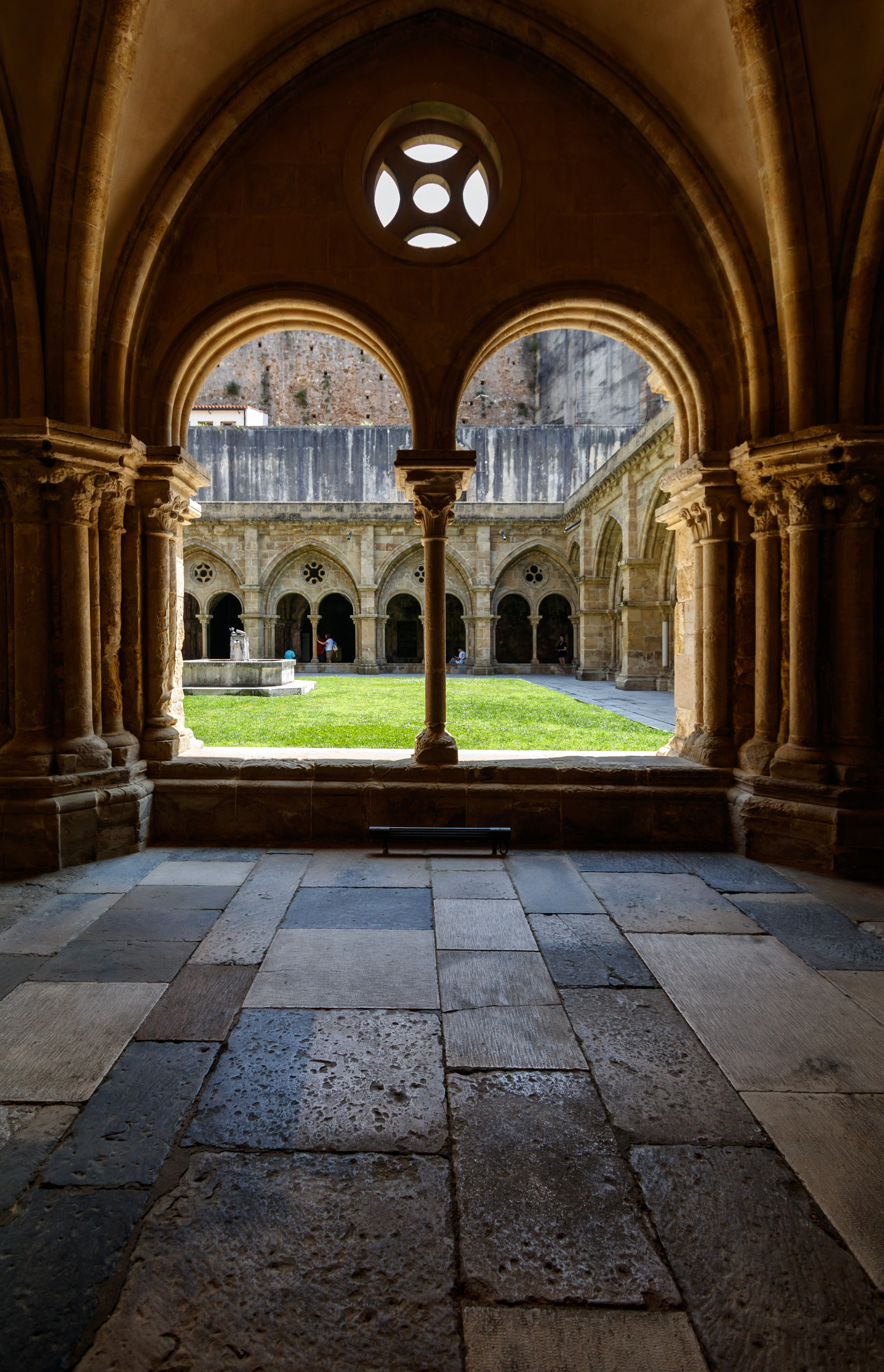
Cattedrale vecchia di Coimbra, chiostro gotico-romanico